# 日本の荘園の一覧
日本の荘園の一覧（にほんのしょうえんのいちらん）は、古代から中世にかけて日本全国（沖縄県・北海道は除く）に点在した荘園の一覧である。

## 畿内

### 山城国
- 葛野郡
  - 上桂荘 - 東寺領寄進地系荘園の代表例といわれる
  - 下桂荘 - 長講堂領
  - 名島庄　上賀茂神社領

- 乙訓郡
  - 上久世荘 - 東寺領
  - 下久世荘 - 長講堂領

- 紀伊郡
  - 伏見荘 - 11世紀中頃に成立、室町時代には伏見宮家の名字荘園となった[1]。
  - 池田荘 - 西園寺家および三條西家領[2]。

- 宇治郡
  - 宇治荘 - 現在の宇治市街地周辺にあったと推定されている[3]。

- 綴喜郡
  - 薪荘

### 大和国
- 池田荘 - 興福寺領
- 出雲荘 - 興福寺領
- 平野殿荘 - 東寺領
- 檜牧荘 - 東寺領
- 佐保殿並修理料所 - 摂関家殿下渡領
- 小東荘 - 東大寺領荘園[4]

### 河内国
- 楠葉牧 - 摂関家殿下渡領

### 和泉国
- 日根荘 - 九条家領
- 深日庄 - 上賀茂神社領

### 摂津国
- 多田荘 - 摂関家領
- 水無瀬荘 - 東大寺領
- 安曇江荘 - 東大寺領
- 新羅江荘 - 東大寺領
- 藍荘 -

## 東海道

### 伊賀国
- 黒田荘 - 東大寺領
- 板蝿杣 - 東大寺領
- 玉滝荘 - 東大寺領
- 鞆田荘

### 伊勢国
- 小倭荘 - 皇室領

### 尾張国
- 葉栗郡
  - 藤掛荘
  - 黒田荘
  - 松枝荘
  - 玉井荘 - 上賀茂神社領
  - 上門真荘
  - 村久野荘
  - 般若野郷
- 丹羽郡
  - 山名荘
  - 小弓荘
  - 羽黒荘
  - 成海荘
  - 稲木荘
  - 井上荘
  - 浅野荘
  - 吾鬘郷
- 中島郡
  - 鴇島郷
  - 鈴置郷
  - 大浦荘
  - 狐穴郷
  - 長岡荘
  - 堀尾荘
- 海西郡
  - 大成荘
  - 石田荘
  - 櫟江荘
  - 下門真荘
  - 日置荘
- 海東郡
  - 海東荘
  - 甚目寺荘
  - 富吉荘
  - 富田荘
- 春日部郡
  - 落合郷
  - 雲福寺郷
  - 六師荘
  - 青山荘
  - 味岡荘
  - 篠木荘
  - 柏井荘
  - 安食荘
  - 於田江荘
- 山田郡
  - 稲生荘
  - 狩津荘
  - 舟木荘
  - 山田荘
  - 水野上御厨
  - 科野郷
- 愛知郡
  - 井戸田荘
  - 高畠荘
  - 長包荘
  - 那古野荘
  - 鳴海荘
  - 一楊御厨
  - 星崎荘
- 知多郡
  - 大郷郷
  - 藪郷
  - 木田郷
  - 生道郷
  - 英比南方郷
  - 乙河御園
  - 大野荘
  - 枳頭志荘
  - 野間荘
  - 内海荘

この他、各郡に伊勢神宮領多数

### 三河国
- 碧海郡
  - 碧海荘 - 王家領荘園
  - 青野荘 - 摂関家領。鎌倉時代には碧海荘の一部に
  - 上野荘 - 王家領荘園
  - 志貴荘 - 摂関家（近衛家）領。上条・下条に分かれる
  - 重原荘
  - 平田荘
- 幡豆郡
  - 釜谷荘
  - 吉良荘 - 摂関家（九条家）領。西条・東条に分かれる
- 賀茂郡・設楽郡
  - 足助荘
- 賀茂郡
  - 高橋荘・高橋新荘 - 王家領荘園
- 設楽郡
  - 設楽荘
- 宝飯郡
  - 蒲形荘 - 熊野社領。平家没官領
  - 竹谷荘 - 熊野社領、平家没官領
- 八名郡
  - 宇利荘・宇利新荘
  - 小野田荘 - 賀茂別雷社領
- 渥美郡
  - 和地荘 - 王家領荘園。近衛天皇御願の延勝寺領

以下、御厨、御園などいずれも伊勢神宮領
- 碧海郡
  - 河内御園
  - 泉御園
- 幡豆郡
  - 饗庭御厨
  - 蘇美御厨
  - 蘇美御園
  - 角平御厨
- 宝飯郡
  - 赤坂御厨
  - 大墓御園
- 八名郡
  - 神谷御厨
- 渥美郡
  - 吉田御園
  - 橋良御厨
  - 薑御園
  - 伊良胡御厨
  - 吉胡御厨
  - 秦御園
  - 院内御園
  - 野依御厨
  - 岩前御園
  - 上谷御厨
  - 加治御園
  - 浜田御園
  - 大草御園
  - 杉山御園
  - 根田
  - 田原
  - 新家
  - 本神戸
  - 新神戸
  - 新封戸
  - 勢谷御厨
  - 弥熊御厨
  - 高足御厨
  - 大津神戸
- 所在未詳
  - 生栗御園
  - 保由御園
  - 富津御園
  - 香淵御園
  - 富永御園

### 遠江国
- 浅羽荘 - 摂関家領
- 蒲御厨 - 伊勢神宮領
- 相良荘 - 蓮華王院領
- 質侶荘 - 円勝寺領
- 初倉荘 - 八条院領

### 駿河国
- 入江荘 - 鶴岡八幡宮領
- 大津御厨 - 伊勢神宮領
- 蒲原荘 - 石清水八幡宮領
- 益津荘 - 円勝寺領

### 伊豆国
- 江馬荘 - 熊野山領
- 狩野荘 - 蓮華王院領

### 甲斐国
- 山梨郡 -
  - 稲積荘 -
  - 小原荘 -
  - 小松荘 -
  - 高橋荘 -
  - 牧荘 -
  - 安多荘 -
  - 八幡荘 -

- 八代郡 -
  - 青島荘 -
  - 石和荘・石和御厨 -
  - 石橋荘 -
  - 市河荘 -
  - 一宮荘 -
  - 井上荘 -
  - 石間牧 -
  - 陵辺荘 -
  - 長江荘 -
  - 二宮荘 -
  - 向山荘 -
  - 八代荘 -

- 巨摩郡 -
  - 甘利荘 -
  - 飯野牧 -
  - 大井荘 -
  - 大八幡荘 -
  - 小笠原牧 -
  - 加々美荘 -
  - 鎌田荘 -
  - 経田荘・志摩荘 -
  - 小井河荘 -
  - 塩戸荘 -
  - 篠原荘 -
  - 杣保 -
  - 鷹津名荘 -
  - 玉荘 -
  - 奈胡荘 -
  - 八田牧・八田御厨 -
  - 原小笠原荘 -
  - 藤井保 -
  - 布施荘 -
  - 逸見牧・逸見荘 -
  - 御牧荘 -
  - 武河牧 -
  - 山小笠原荘 -
- 都留郡 -
  - 波加利荘 -
  - 大原荘 -

### 相模国
- 大庭御厨 - 伊勢神宮領
- 三崎荘 - 摂関家領
- 玉輪荘 - 伊勢神宮
- 毛利荘（毛利庄） - 愛甲郡毛利氏（森氏）本貫地
- 山内荘 - 長講堂領

### 武蔵国
- 稲毛荘 - 九条家領
- 太田荘 - 八条院領
- 河越荘 - 新日吉社領
- 船木田荘 - 九条家領
- 六浦荘 - 仁和寺領
- 師岡保 - 鶴岡八幡宮領

### 安房国
- 安房郡
  - 安東郡 -
  - 安西 -
  - 長田保 -
  - 阿布里保 -

- 平群郡
  - 平北郡 -
  - 小保田保 -
  - 下尺万保 -
  - 多々良荘 -
  - 群房荘 -

- 朝夷郡
  - 朝平 -
  - 岩糸保 -
  - 丸御厨 -

- 長狭郡
  - 東条御厨 -
  - 白浜御厨 -
  - 長狭西条 -
  - 東北荘 -

### 上総国
- 市原郡
  - 市東郡 -
  - 市西郡 -
  - 市原別宮 -
  - 与宇宮保 -

- 海上郡
  - 海北郡 -
  - 馬野郡 -
  - 佐是郡 -
  - 今富保 -
  - 久吉保 -
  - 矢田 -
  - 池和田 -

- 畔蒜郡
  - 畔蒜荘 -

- 望陀郡
  - 望東郡 -
  - 望西郡 -
  - 金田保 -
  - 飯富荘 -
  - 菅生荘 -
  - 高梁荘 -

- 周淮郡
  - 周東郡 -
  - 周西郡 -

- 埴生郡
  - 埴生郡 -
  - 墨田保 -
  - 玉前荘（一宮荘） -

- 長柄郡
  - 長北郡 -
  - 長南郡 -
  - 刑部郡 -
  - 桜屋郷 -
  - 田代荘 -
  - 藻原荘 -
  - 橘木荘 -

- 山辺郡
  - 山辺北郡 -
  - 山辺南郡 -
  - 土気郡 -

- 武射郡
  - 武射北郡 -
  - 武射南郡 -

- 天羽郡
  - 佐貫郷 -
  - 天羽荘 -

- 夷灊郡
  - 伊北荘 -
  - 伊南荘 -
  - 千町荘 -

### 下総国
- 葛飾郡
  - 風早郷 -
  - 松戸荘 -
  - 矢木郷 -
  - 国分郷 - 国分寺領
  - 八幡荘 - 不明
  - 夏見御厨 - 伊勢神宮・1138年 -
  - 下河辺荘 - 八条院・1186年 -
  - 下河辺野方荘 -
  - 大島郷 -
  - 葛西御厨 - 伊勢神宮領
  - 葛西猿俣荘 -

- 相馬郡
  - 相馬御厨 - 伊勢神宮・1130年 -

- 千葉郡
  - 萓田郷 -
  - 神保郷 - 後に萓田神保御厨となる
  - 吉橋郷 -
  - 千葉荘 -
  - 白井荘 - 延暦寺・1186年 -
  - 菊田荘 -
  - 武石郷 -
- 印旛郡
  - 印西条 -
  - 平塚郷 -
  - 臼井郷 -  臼井荘1331
  - 印東荘  - 成就寺（仁和寺成就院ヵ・1186年（1155年以前より荘園））
- 埴生郡
  - 埴生西条 -
  - 富谷郷 -
  - 河栗郷 -
  - 遠山方御厨 - 伊勢神宮・1249年
  - 埴生荘園 - 不明・1197年

- 香取郡
  - 大須賀郷 - 大須賀保・1271年
  - 香取社領 - 摂関家
  - 大戸荘 - 摂関家・1186年
  - 神崎荘 - 摂関家・1186年

- 海上郡
  - 小見荘
  - 三崎荘（海上荘） - 九条家・1186年

- - 橘荘（東荘） - 二位大納言家・1186年
  - 松沢荘 - 不明・1197年
  - 木内荘 - 二位大納言家・1186年

- 匝瑳郡
  - 匝瑳北条荘 - 不明・1197年
  - 匝瑳南条荘 - 熊野山・1186年
  - 千田荘 - 本家皇嘉門院、領家藤原親政1180年
  - 玉造荘 - 園城寺・1186年
  - 飯塚荘 - 不明・1254年

- 結城郡

- 猿島郡

- 豊田郡

- 岡田郡（豊田郡が分割成立）

### 常陸国
- 信太荘 - 八条院領
- 中郡荘 - 蓮華王院領
- 真壁荘 - 関東御領

## 東山道

### 近江国
- 蒲生郡 
  - 舟木荘　賀茂神社領
  - 得珍保

- 滋賀郡
  - 伊香立荘（筏立荘） - 長講堂領、無動寺・青蓮院
  - 錦部荘 - 長講堂領
  - 保良荘 - 西大寺領

- 野洲郡
  - 兵主社 - 長講堂領

- 愛智郡
  - 吉田荘 - 長講堂領

- 坂田郡
  - 忍海荘 - 長講堂領

- 高島郡
  - 朽木荘（朽木庄）

### 美濃国
- 厚見郡

- 茜部荘（厚見荘） - 東大寺領
- 池田荘 - 新熊野社領
- 揖斐荘 - 摂関家領
- 揖深荘（指深荘） - 摂関家領
- 大井荘 - 東大寺領
- 多芸荘（多岐荘・多記荘） - 皇室領
- 中川御厨 - 伊勢神宮領
- 船木荘 - 法勝寺領
- 蜂屋荘  -

- 可児郡

- 明智荘 - 小野宮家領→石清水八幡宮領、現可児市柿田・渕之上・瀬田・平貝戸・石森・石井及び御嵩町顔戸・古屋敷[5]
- 帷荘（帷加納） - 伊勢神宮領→関東御領→醍醐寺三宝院領、現可児市帷子地区及び愛知県犬山市善師野地区の一部[6]
- 遠山荘 - 摂関家領（近衛家領）、後に地頭の遠山氏領。
- 蘇原荘 -　地頭の苗木遠山氏領
- 大榑荘 -
- 脛長荘 -上賀茂神社領
- 大吉祖荘 - 木曽谷北部
- 小木曾荘 - 木曽谷南部

### 飛騨国
- 白川荘 - 近衛家領

### 信濃国
- 小県郡
  - 浦野荘 - 日吉社領、上田市浦野と小県郡青木村全域　
  - 塩田荘 - 最勝光院領、上田市西南部の塩田平一帯
  - 小泉荘 - 一条大納言領、上田市西北部の千曲川左岸一帯
  - 常田荘 - 八条院領、上田市中央部
  - 海野荘 - 殿下御領、上田市東部の神川以東と東御市の一帯　
  - 依田荘 - 前斎院御領、上田市上田市の丸子・武石両地域（同市塩川を除く）と小県郡長和町全域　
  - 上田荘 - 上田市国分・神科台地一帯

- 佐久郡　　
  - 大井荘 - 八条院領、佐久市内　
  - 伴野荘 - 室町院領、佐久市内

- 高井郡　　
  - 東条荘 - 八条院領、下高井郡小布施町・長野市北東部　
  - 小菅荘 - 飯山市瑞穂
  - 橡原荘 - 九条城興寺領、小布施町
  - 保科荘 - 長田神社（長田御厨？）、長野市保科

- 水内郡　　
  - 太田荘 - 殿下御領、長野市豊野地区一帯　
  - 芋河荘 - 殿下御領、上水内郡飯綱町芋川　
  - 丸栗荘 - 仁和寺領、長野市七二会か？　
  - 小曽禰荘 - 八条院領　　
  - 市村高田荘 - 後白河院領、長野市芹田
  - 弘瀬荘 - 後白河院領、長野市芋井
  - 深田荘 - 善光寺領（園城寺）、長野市箱清水
  - 若槻荘 - 証菩提院領、長野市若槻
  - 今溝荘 - 松尾社領、長野市内
  - 小河荘 - 最勝寺領、上水内郡小川村

- 埴科郡　　
  - 英多荘 - 殿下御領、長野市松代町西条・松代町東条・松代町豊栄・松代町寺尾　
  - 倉科荘 - 九条城興寺領、千曲市・長野市松代町松代

- 更級郡　
  - 布施本荘 - 長野市篠ノ井
  - 石川荘 - 仁和寺領、長野市篠ノ井
  - 四宮荘 - 仁和寺領、長野市篠ノ井　
  - 小谷荘 - 石清水八幡宮領、千曲市

- 安曇郡　
  - 仁科荘 - 室町院領、大町市内
  - 大穴荘 - 歓喜光院領、安曇野市明科七貴地区と北安曇郡池田町　
  - 前見荘 - 雅楽頭済益領、北安曇郡池田町内
  - 住吉荘 - 長講堂領、安曇野市三郷地区　
  - 野原荘 - 蓮華王院領、安曇野市穂高・堀金・豊科地区と北安曇郡松川村、池田町　　
  - 千国荘 - 六条院領、北安曇郡白馬村・小谷村

- 筑摩郡　　
  - 洗馬荘 - 蓮華王院領、塩尻市西部と東筑摩郡朝日村
  - 捧荘 - 八条院領、松本市内およびその近郊　
  - 大野荘 - 松本市波田地区

- 諏訪郡　　
  - 諏訪南宮上下社 - 八条院領、諏訪市と諏訪郡内

- 伊那郡　　
  - 郡戸荘 - 殿下御領、飯田市北部と下伊那郡高森町　
  - 蕗原荘 - 殿下御領、上伊那郡箕輪町一帯　
  - 伴野荘 - 上西門院御領、松川町と豊丘村
  - 伊賀良荘 - 尊勝寺領、飯田市南部と下伊那郡南部一帯
  - 江儀遠山荘 - 鶴岡八幡宮領、飯田市南信濃地区、後に 江儀遠山氏領

### 上野国
- 八幡荘 - 摂関家領、現在の高崎市八幡町・安中市板鼻
- 新田荘 - 金剛心院領、現在の新田郡・太田市
- 土井出荘 - 八条院領
- 久野牧 - 勅旨牧皇室領、現在の沼田市
- 大室荘 - 鎌倉報国寺領、現在の勢多郡・前橋市
- 淵名荘 - 皇室領・仁和寺領･醍醐寺領、現在の佐位郡・伊勢崎市
- 高田荘（宮原荘） - 領家不詳、現在の群馬郡・高崎市
- 豊岡荘 - 領家不詳、現在の片岡郡・高崎市明治村字寺尾・石原
- 三原荘 - 領家不詳、現在の吾妻郡嬬恋村

### 下野国
- 河内郡
  - 薬師寺荘 -

- 都賀郡
  - 小山荘 - 後白河院領、下野国は後白河の院分国。小山氏は下野国の在庁官人を務めていた
  - 中泉荘 - 近衛家領、本荘は栃木市今泉。大中寺は荘域にある
  - 皆川荘 -
  - 木村保 - 領主不詳、国衙領か。栃木市
  - 小野寺保 - 国衙領、大慈寺は保司職か。保司職はのちに小野寺氏に移る
  - 薗部保 - 東大寺領（東大寺の便補保）・1162年
  - 木村保 - 東大寺領（東大寺の便補保）・1162年
  - 戸矢子保 - 東大寺領（東大寺の便補保）・現在の栃木市藤岡町部屋周辺、保司職は覚仁から戸矢子有綱を経て、島津氏の島津忠佐、島津道祐に移る

- 寒川郡
  - 寒川御厨 - 伊勢神宮領、小山氏が後白河院に寄進して寒川荘とし、院の寄進で御厨となった

- 安蘇郡
  - 佐野荘 - 近衛家領及び皇室領（妙音院領）・1157年 西園寺家領・1335年、本荘に阿蘇沼郷が隣接

- 足利郡
  - 足利荘（梁田御厨）-八条院・1137年

- 梁田郡
  - 梁田御厨 - 伊勢神宮領

- 芳賀郡
  - 中村荘 - 近衛家領
  - 長沼荘 -
  - 大内荘 -
  - 八木岡荘 -
  - 石田荘 -
  - 填埼荘 - 東大寺領、比定地未詳中世には廃絶
  - 茂木保 - 国衙領

- 塩谷郡
  - 塩谷荘 - 近衛家領

- 那須郡
  - 那須荘 - 皇室領
  - 固田荘 - 天台座主領
  - 薭田御厨 - 伊勢神宮領
  - 佐久山御厨 - 伊勢神宮領

### 陸奥国
- 菊田荘 - 皇室（院）領
- 伊具荘 - 皇室（院）領
- 好嶋荘 - 関東御領
- 八幡荘 - 関東御領
- 石河荘 - 摂関家領
- 高鞍荘 - 摂関家領
- 本良荘 - 摂関家領
- 蜷河荘 - 摂関家領
- 長江荘 - 摂関家領
- 栗原荘 - 摂関家領
- 小泉荘 - 摂関家領
- 骨寺村荘 - 中尊寺領
- 田村荘 - 熊野大社領
- 信夫荘 - 不明
- 千倉荘 - 不明
- 宇多荘 - 不明
- 南宮荘 - 不明
- 大田荘 - 不明
- 賀都荘 - 不明

### 出羽国
- 大泉荘 - 長講堂領
- 成生荘 - 皇室領
- 大山荘 - 皇室領
- 寒河江荘 - 摂関家領
- 遊佐荘 - 摂関家領
- 小田島荘 - 摂関家領
- 大曽根荘 - 摂関家領
- 屋代荘 - 摂関家領
- 成嶋荘 - 摂関家領
- 海辺荘 - 不明
- 山辺荘 - 不明
- 北条荘 - 不明
- 長井荘 - 不明
- 竹島荘 - 不明

## 北陸道

### 若狭国
- 太良荘 - 東寺領
- 宮川荘（宮川庄） - 上賀茂神社領

### 越前国
- 今立郡
  - 片上荘 - 摂関家殿下渡領
  - 山本荘
- 坂井郡
  - 坂北荘
  - 河口荘
  - 坪江郷
- 吉田郡
  - 曾万布荘
  - 河合荘
  - 藤島荘
  - 河南荘
  - 志比荘
- 足羽郡
  - 宇坂荘 - 近衛家領
  - 足羽御厨 - 一条家領
  - 東郷荘 - 一条家領
  - 蕗野保
  - 和田荘
  - 木田荘
  - 安原荘
  - 糞置荘 - 東大寺領
- 丹生郡
  - 安居保 - 一条家領
  - 大蔵荘
  - 八田別所
  - 織田荘
  - 山本御厨
- 大野郡
  - 小山荘
  - 羽生荘
  - 遅羽荘
  - 泉荘
- 南条郡
  - 杣山荘
  - 脇本荘
- 敦賀郡
  - 気比荘
  - 野坂荘

### 加賀国
- 横江荘 - 東大寺領
- 熊坂荘 -
- 倉月荘 - 摂津氏（南北朝時代）、本願寺（加賀一向一揆以降）
- 大野荘 - 北条得宗家（鎌倉時代末期）
- 金津荘 - 上賀茂神社領

### 能登国
- 一青荘 -
- 土田庄　上賀茂神社領

### 越中国
- 射水郡
  - 鹿田荘 - 東大寺領 現在の射水市布目沢
  - 須加荘 - 東大寺領 現在の高岡市百橋
  - 俣（木偏）田荘 - 東大寺領 現在の高岡市十二町島、西藤平蔵(柳島)、二塚(林)
  - 鳴戸荘 - 東大寺領 現在の高岡市赤祖父
- 新川郡
  - 丈部荘 - 東大寺領 現在の上市町相ノ木
  - 大藪荘 - 東大寺領 現在の富山市水橋池田館
- 礪波郡
  - 杵名蛭荘 - 東大寺領 現在の高岡市戸出市野瀬
  - 伊加流伎荘 - 東大寺領 現在の砺波市正権寺、柳瀬
  - 井山荘 - 東大寺領 現在の砺波市徳万、頼成
  - 石粟荘 - 東大寺領 現在の砺波市東保、高岡市今泉
  - 石黒荘 - 円宗寺領 現在の南砺市石黒地域一帯　地頭：石黒氏
  - 高瀬荘 - 東大寺領 現在の南砺市高瀬地域一帯
  - 般若荘 - 徳大寺家 現在の砺波市般若地域一帯

### 越後国
- 奥山荘 - 近衛家領
- 三枝荘 - 西大寺領
- 土井荘 - 東大寺領
- 石井荘 - 東大寺領
- 佐橋荘（佐橋庄）
- 佐味荘 - 鳥羽十一面堂領、奈良西大寺領、鷲尾家領と変遷[7]
- 比角荘 - 現在の柏崎市比角あたりにあったとされる荘園[8]

## 山陰道

### 丹波国
- 大山荘 - 東寺領
- 由良庄　上賀茂神社領

### 丹後国
- 久美荘 -

### 但馬国
- 宿南荘 - 二尊院領
- 朝倉荘 -

### 因幡国
- - 高庭荘 - 東大寺領

- 法美郡
  - 宇倍荘 - 長講堂領

### 伯耆国
- - 東郷荘 - 松尾神社領

- 汗入郡
  - 宇多河荘 - 長講堂領

- 久米郡
  - 矢送荘 - 長講堂領
  - 久永御厨 - 長講堂領

- （郡未詳）
  - 稲積荘 - 長講堂領
  - 黒川庄　　上賀茂神社領

### 出雲国
- （郡未詳）
  - 長海荘 - 長講堂領

- 仁多郡
  - 横田荘 - 石清水八幡宮領として成立[9]

### 石見国
- 大宅荘 -
- 石見庄　上賀茂神社領

## 山陽道

### 播磨国
- - 矢野荘 - 東寺領

- 明石郡
  - 黒田 - 長講堂領

- 多可郡
  - 松井荘 - 長講堂領

- 印南郡
  - 平津荘 - 長講堂領

- 飾磨郡
  - 巨智荘 - 長講堂領
  - 菅生荘 - 長講堂領
  - 広峯社役 - 長講堂領

- 揖保郡
  - 鵤荘 - 法隆寺領?

### 美作国
- 苫東郡
  - 中山神社 - 長講堂領

- 苫西郡
  - 富美荘 - 長講堂領

- 真島郡
  - 真島荘 - 長講堂領

- （郡未詳）
  - 豊福荘 - 長講堂領
  - 倭文庄ー上賀茂神社領資

### 備前国
- 福岡荘 - 東寺領

- 和気郡
  - 新田荘

- 赤坂郡
  - 鳥取荘 - 長講堂領 → 児島高徳領 → 浦上氏、宇喜多氏
- 御野郡
  - 三野新荘 - 長講堂領
  - 鹿田荘 - 摂関家殿下渡領

- 児島郡
  - 児島荘 - 佐々木盛綱領 → 児島高徳領
  - 竹原庄ー上賀茂神社領
  - 山田庄ー上賀茂神社領

### 備中国
- - 新見荘 - 東寺領
  - 足守荘 - 神護寺領
  - 荏原荘 - 那須与一領現在の岡山県井原市西江原

- 賀夜郡
  - 巨勢荘 - 長講堂領
  - 多気荘 - 長講堂領

- 浅口郡
  - 小牧荘 - 長講堂領

- （郡未詳）
  - 三村荘 - 長講堂領
  - 宝塔院 - 長講堂領
  - 両法華堂 - 長講堂領

### 備後国
- - 神崎荘 - 金剛峰寺領

- 安那郡
  - 河北荘 - 長講堂領
  - 河南荘 - 長講堂領

- 御調郡
  - 因島中荘 - 長講堂領

- 世羅郡
  - 太田荘 - 紀州高野山領

### 安芸国
- 新勅旨田 - 東寺領

- 安芸郡
  - 安摩荘 - 厳島神社領[10]
  - 可部荘 - 高野山領[10]
  - 世能荘 - 清閑寺領[10] 地頭：阿曽沼氏
  - 三入荘 - 新熊野社領[10] 地頭：熊谷氏

- 山県郡
  - 大朝荘 - 延暦寺領[10] 地頭：吉川氏
  - 志道原荘 - 厳島神社領[10]
  - 壬生荘 - 厳島神社領[10] 地頭：山県氏

- 沼田郡
  - 大崎荘 - 近衛家領[10]
  - 都宇荘 - 賀茂御祖神社領[10] 地頭：小早川氏
  - 沼田本荘 - 荘園領主不明[10] 地頭：小早川氏
  - 沼田新荘 - 荘園領主不明[10] 地頭：小早川氏

- 賀茂郡
  - 造果保 - 厳島神社領[10]

- 高宮郡
  - 竹原荘 - 賀茂御祖神社領[10] 地頭：小早川氏

- 高田郡
  - 三田荘 - 東寺領[10]
  - 吉田荘（吉田庄） - 祇園社領[10] 地頭：毛利氏
  - 吉茂荘 - 尊重寺領[10]

### 周防国
- 大島郡
  - 屋代荘 - 殿下渡領[11]、摂関家領 公文：安部成清
  - 島末荘 - 大江広元領
  - 由良日前荘 - 東大寺領
  - 安下荘

- 玖珂郡
  - 玖珂荘 - 後白河院領＝長講堂領[11]
  - 由宇荘
  - 大野荘
  - 伊保荘 - 賀茂別雷神社領
  - 岩国本荘 - 永興寺領[11]
  - 楊井本荘 - 蓮華王院領[11]
  - 楊井新荘
  - 山代荘 - 藤原頼長領[11]→後白河院領知行：西園寺家
  - 揚荘
  - 与田荘 - 東大寺領[11]

- 熊毛郡
  - 美和荘 - 最勝光院→東寺領[11]
  - 羽野荘
  - 室積荘 - 石清水八幡宮領
  - 島田荘
  - 束荷荘 - 七条院領→修明門院領
  - 多仁荘 - （熊毛郡田布施町、田布施・麻合・来当 ）成勝寺領→藤原実綱家領（中納言）→正親町三条家領→東福寺領→善入寺領
  - 高尾荘
  - 小松原荘
  - 高水荘
  - 小周防保
  - 宇左木保
  - 石田保
  - 光井保
  - 馬屋河内保
  - 安田保
  - 立野保
  - 曾禰保
  - 麻合別府

- 都濃郡
  - 富田荘 - 東大寺領
  - 遠石荘 - 石清水八幡宮別宮遠石八幡宮領[11]
  - 鷲頭荘 - 仁和寺周防堂領
  - 野上荘
  - 得善保 - 石清水八幡宮別宮遠石八幡宮領[11]、東大寺（国衙領） 地頭：筑前家重
  - 末武保 - 石清水八幡宮別宮遠石八幡宮領[11]、東大寺（国衙領） 地頭：筑前家重→内藤氏
  - 切山保 - 東大寺（国衙領）
  - 久米保 - 東大寺（国衙領）
  - 平野保 - 東大寺（国衙領）
  - 戸田令 - 東大寺（国衙領）

- 佐波郡
  - 多多良荘 - 地頭：平子氏
  - 田島荘 - 玉祖神社領、法金剛院領 預所：藤原実明
  - 二宮荘 - 玉祖神社領 地頭：金子氏→東福寺
  - 高墓荘 - 玉祖神社領、法金剛院領
  - 居合荘 - 玉祖神社領
  - 船路下 - 東大寺領
  - 富海保 -  東大寺（国衙領）
  - 得地上保 - 九条家領→東福寺領[11]
  - 下得地保 - 東大寺（国衙領）、得宗領、東福寺領[11]
  - 右田保 -
  - 牟礼令 - 東大寺（国衙領）[11]、阿弥陀寺領
  - 仁井令 - 東大寺（国衙領）[11] 公文：土師為経
  - 佐波令 - 東大寺（国衙領）、阿弥陀寺領、玉祖神社領、出雲神社領

- 吉敷郡
  - 仁保荘 - 法勝寺領[11] 地頭：平子氏
  - 賀保荘
  - 椹野荘 - 東大寺東南院領[11] 地頭：白松資綱、広法師
  - 宮野荘 - 東大寺東南院領[11] 預所：陳和卿
  - 小鯖荘 - 鶴岡八幡宮領
  - 長野荘
  - 吉敷東荘 - 地頭：大内盛見→国清寺
  - 吉敷西荘 - 地頭：大内盛見→国清寺
  - 秋穂荘 - 宣陽門院領
  - 秋穂二島荘 - 後白河院領→宣陽門院領 公文：錦氏
  - 勝井荘 - 東大寺（国衙領） 保司：得富氏
  - 潟上荘 - 摂関家領（勧学院）→浄妙寺領
  - 賀川別荘 - 八条院領→亀山院領→後宇多院→常盤井宮恒明親王領 地頭：白松氏
  - 白松荘 - 地頭：白松資綱
  - 小俣荘 - 法金剛院領[11]、玉祖神社領、仁和寺領 預所：藤原実明
  - 仁戸田荘 - 大内氏領
  - 湯田保 - 東大寺（国衙領）
  - 矢原保 - 右田氏
  - 吉木保 - 東大寺（国衙領） 保司：陶弘詮
  - 春日保
  - 平井保 - 東大寺（国衙領）、のちに大内政弘が横領
  - 恒富保 - 地頭：平子氏→恒富氏→三河大介設楽大夫→益田氏、吉見氏
  - 黒川保 - 東大寺（国衙領） 保司：得富氏
  - 上小野保
  - 下小野保
  - 浅田保
  - 千代丸保
  - 矢田令 - 阿弥陀寺領
  - 宇野令 - 東大寺（国衙領）
  - 朝倉荘 - 祇園社領
  - 平野保 - 東大寺（国衙領）

### 長門国
- 美祢郡
  - 厚保 - 松岳寺領[11]
  - 大嶺荘 - 石清水八幡宮領[11]

- 阿武郡
  - 阿武領 - 長講堂領[11]

- 大津郡
  - 大津荘 - 法金剛院領[11]
  - 日置荘 - 三条家領[11]
  - 向津奥荘 - 新日吉社領[11]

- 豊浦郡
  - 員光保 - 北野社領[11]
  - 吉永荘 - 住吉神社領[11]

## 南海道

### 紀伊国
- 阿氐河荘 - 寂楽寺領
- 荒川荘 - 高野山領
- 石垣荘 -
- 桛田荘 - 神護寺領
- 官省符荘 (紀伊国) - 高野山領
- 神野真国荘
- 隅田荘 -
- 筒香荘 - 高野山領
- 野上荘 -
- 南部荘 - 高野山領
- 浜中荘 - 仁和寺領

### 淡路国
- 阿万荘 -
- 淡路庄ー上賀茂神社領

### 阿波国
- 麻殖荘 -
- 平島荘 - 天龍寺領
- 福田荘（福田庄） - 上賀茂神社領

### 讃岐国
- 大内郡
  - 大内荘 -

- 寒川郡
  - 志度荘 -
  - 鴨部荘 -
  - 長尾荘 -
  - 神崎荘 -
  - 富田荘 -
  - 鶴羽荘 -

- 三木郡
  - 牟礼荘 -
  - 原保 -

- 山田郡
  - 林荘 -
  - 坂下荘 -

- 香東郡
  - 野原荘 -
  - 井原荘 -

- 香西郡
  - 坂田荘 -
  - 坂田勅旨 -
  - 平賀荘 -
  - 笠居御厨 -
  - 円座保 -

- 阿野郡
  - 松山荘 -
  - 北山本新荘 -
  - 氏部荘 -
  - 鴨部荘 -
  - 新宮 -
  - 陶保 -
  - 山田荘 -

- 鵜足郡
  - 土器保 -
  - 河津荘 -
  - 皮古保 -
  - 二村荘 -
  - 法勲寺荘 -
  - 栗隈荘 -

- 那珂郡
  - 塩飽荘 -
  - 金倉保 -
  - 金倉荘 -
  - 柞原野荘 -
  - 柞原荘 -
  - 木徳荘 -
  - 櫛無荘 -
  - 小松荘 -
  - 真野荘 -
  - 真野勅旨 -
  - 買田荘 -

- 多度郡
  - 堀江荘 -
  - 多度荘 -
  - 葛原荘 -
  - 藤原荘 -
  - 中村荘 -
  - 吉原荘 -
  - 良田荘 -
  - 一円保 -

- 三野郡
  - 三崎荘 -
  - 内海御厨 -
  - 草木荘 -
  - 詫間荘 -
  - 勝間荘 -
  - 豊福荘 -
  - 二宮荘 -
  - 本山荘 -
  - 本山新荘 -
  - 財田荘 -

- 豊田郡
  - 山本荘 -
  - 柞田荘 - 日吉大社領
  - 姫江本荘 -
  - 姫江新荘 -

### 伊予国
- 越智郡
  - 弓削島荘 -　東寺領

- 宇摩郡
  - 三島荘 - 長講堂領

- 風早郡
  - 忽那荘 - 長講堂領
  - 菊間庄 - 上賀茂神社領

### 土佐国
- 土佐郡
  - 朝倉荘 - 長講堂領上西門院の進めた新御領

- 幡多郡
  - 幡多荘 - 国衙領→摂関家領（九条家領→一条家領）

## 西海道

### 筑前国
- 赤間荘 -

### 筑後国
- 生葉荘 -
- 三潴荘 -
- 三池荘 -

### 豊前国
- 到津荘 -
- 小倉荘 -
- 麻生荘 -
- 垣崎荘 -
- 山鹿荘 - 北条氏得宗領
- 上津役郷 -
- 野面荘 -
- 香月荘 -

### 豊後国
- 田染荘 - 宇佐宮本御荘十八箇所
- 都甲荘 - 宇佐宮弥勒寺領
- 香々地荘 - 宇佐宮弥勒寺領
- 来縄郷 - 宇佐宮十郷三荘
- 小野荘 - 南北朝時代に来縄郷の一部（現豊後高田市水取付近を中心）に立荘
- 草地荘 - 宇佐宮弥勒寺領
- 真玉荘 - 宇佐宮弥勒寺領
- 臼野荘 - 宇佐宮弥勒寺領
- 国東郷 - 宇佐宮弥勒寺領
- 武蔵郷 - 宇佐宮十郷三荘
- 安岐郷 - 宇佐宮十郷三荘
- 大野荘 -
- 緒方荘 -

### 肥前国
- 神埼荘 - 院領
- 伊佐早荘 - 諫早市と北高来郡に相当

### 肥後国
- 託麻荘
- 鹿子木荘 - 東寺領 寄進地系荘園の代表例
- 阿蘇荘 - 阿蘇社領
- 山鹿荘 - 白河院領
- 西荘 - 後宇多院領
- 人吉荘 - 蓮華王院領

### 日向国
- 岡富荘 - 宇佐宮弥勒寺領
- 臼杵荘 - 宇佐宮弥勒寺領
- 宮崎荘 - 宇佐宮弥勒寺領
- 国富荘 - 八条女院領
- 都於院 - 前斎宮御領
- 島津荘 - 摂関家領

### 大隅国
- 島津荘 - 摂関家領

### 薩摩国
- 荒田荘 - 正八幡宮領[12]
- 伊作荘 - 一乗院領[12]
- 泉荘/和泉荘 - 荘園領主不明[12]
- 島津荘 - 摂関家領

## 参考資料
- 今井尭他「主要荘園一覧」『日本史総覧』 2（古代2/中世 1）、新人物往来社、1984年。ISBN 440401175X。 NCID BN00172373。
- 『日本史図説』(東京書籍)
- 『日本史広辞典』(山川出版社)

## 関連文献
- 伊藤, 俊一『荘園』中央公論新社、2021年。